# NGC 693
NGC 693 is een spiraalvormig sterrenstelsel in het sterrenbeeld Vissen. Het hemelobject werd op 25 december 1790 ontdekt door de Duits-Britse astronoom William Herschel.

## Synoniemen
- PGC 6778
- UGC 1304
- MCG 1-5-35
- ZWG 412.33
- IRAS01479+0553